# Aspitates nitidaria
Aspitates nitidaria là một loài bướm đêm trong họ Geometridae.